# Heinz Marzi
Heinz Marzi (* 17. März 1947 in Castrop-Rauxel) ist ein deutscher Generalleutnant außer Dienst der Luftwaffe der Bundeswehr und Verbandsfunktionär. 2000/01 war er Kommandeur der Offizierschule der Luftwaffe und zuletzt stellvertretender Inspekteur der Luftwaffe. 2010 war er Geschäftsführer des Bundesverbandes der Deutschen Sicherheits- und Verteidigungsindustrie.

## Leben

### Militärischer Werdegang
Beförderungen
- 1968 Leutnant
- 1971 Oberleutnant
- 1974 Hauptmann
- 1980 Major
- 1987 Oberstleutnant
- 1993 Oberst
- 1998 Brigadegeneral
- 2001 Generalmajor
- 2004 Generalleutnant

Heinz Marzi trat 1966 in das Offizierausbildungsbataillon in Fürstenfeldbruck ein. 1966/67 war er Bodensicherungssoldat und stellvertretender Gruppenführer beim Luftwaffenausbildungsregiment 4 in Mengen. Danach absolvierte er sein Grundpraktikum beim Luftwaffenparkregiment 2 in Klein-Heidorn und den 24. Offizierlehrgang in der Lehrgruppe A an der Offizierschule der Luftwaffe (OSLw) in Neubiberg.
Von 1968 bis 1971 studierte er Elektrotechnik (Dipl.-Ing. (FH)) an der Fachhochschule der Luftwaffe (FHSLw) in Neubiberg. Im Anschluss war er Ordonnanzoffizier. Von 1973 bis 1974 wurde er zum FlaRakElo-Offizier und zum Technischen Offizier (Pershing 1) ausgebildet. Vom Flugkörpergeschwader 1 in Landsberg am Lech wurde er dann zur Waffensystemausbildung an der US Army Air Defence Artillery School in Huntsville, Alabama kommandiert. Von 1975 bis 1978 war er Sachgebietsleiter Technik beim Flugkörpergeschwader 1.
Von 1978 bis 1980 durchlief er den 23. Generalstabslehrgang Luftwaffe an der Führungsakademie der Bundeswehr in Hamburg, wo er zum Offizier im Generalstabsdienst ausgebildet wurde. Von 1982 bis 1986 war er Referent im Bundesministerium der Verteidigung (BMVg). Von 1980 bis 1982 war er Einsatzgeneralstabsoffizier bei der militärischen Beratergruppe Operations Research in Ottobrunn. 1982 wurde er Referent („Konzeption und langfristige Planung der Luftwaffe“) beim Führungsstab der Luftwaffe (Fü L) in Bonn. Von 1986 bis 1988 war er Adjutant des Chef des Stabes. 1988 wurde er Kommandeur der Unterstützungsgruppe Flugkorpsgeschwader 2 in Geilenkirchen. Von 1990 bis 1992 war er Adjutant Luftwaffe beim Generalinspekteur der Bundeswehr (Admiral Dieter Wellershoff und General Klaus Naumann).
1992/93 absolvierte er den Senior Course am NATO Defense College (NDC) in Rom und wurde dann als Chief Air Defence Section and Branch Chief im Internationalen Militärstab im Supreme Headquarters Allied Powers Europe  (SHAPE) in Brüssel (Belgien) verwendet. 1995 wurde er Referatsleiter im Bundeskanzleramt in Bonn. 1998 wurde er Chef des Stabes im Luftwaffenkommando (LwKd) Nord in Kalkar. Von 2000/01 war er Kommandeur der Offizierschule der Luftwaffe (OSLw) in Fürstenfeldbruck. Im Anschluss wurde er Chef des Stabes im Führungsstab der Luftwaffe. Von 2004 bis 2009 war er stellvertretender Inspekteur der Luftwaffe. 2009 wurde er durch damaligen Bundesminister der Verteidigung Franz Josef Jung auf der Bonner Hardthöhe mit einem Großen Zapfenstreich verabschiedet und mit Ablauf des März 2009 in den Ruhestand versetzt.

### Verbandstätigkeit
Nach seiner Versetzung in den Ruhestand übernahm Marzi die Geschäftsführung über den Ausschuss Verteidigungswirtschaft im Bundesverband der Deutschen Industrie (BDI). 2010 war er Geschäftsführer des neugegründeten Bundesverbandes der Deutschen Sicherheits- und Verteidigungsindustrie (BDSV). Im gleichen Jahr untersagte das Referat „Ermittlungen in Sonderfällen“ (ES) des Bundesministeriums der Verteidigung die Geschäftsführertätigkeit, da mutmaßlich die Fünfjahressperrfrist für einen derartigen Wechsel nicht eingehalten wurde.

### Sonstiges
Marzi ist Mitglied der Gneisenau-Gesellschaft und veröffentlichte in den Gneisenau-Blättern. Er gehörte ferner dem Beirat der Clausewitz-Gesellschaft an und war von 2011 bis August 2019 Leiter des Regionalkreises Bayern.
Marzi ist seit 1973 verheiratet und Vater eines Kindes.

## Auszeichnungen
- Ehrenkreuz der Bundeswehr in Gold